# مومیل
مومیل (انگلیسی: Momil) نام شهری در کشور کلمبیا است.